# 宋丹 (中将)
宋丹（1956年7月—），江苏泗洪人，生于云南昆明，中国人民解放军中将。中共第十九届中央委员。

## 生平
宋丹自西南政法学院毕业后，在中国人民解放军昆明军区保卫处工作。后历任中央军委法制局组长、副局长。2007年任中央军委法制局局长。2010年任中央军委办公厅副主任。2016年任中央军委纪律检查委员会副书记。2017年，接替已满63岁的李晓峰中将，出任中央军委政法委员会书记、中共中央政法委员会委员。
宋丹是中共十九大代表。2018年2月24日，当选为第十三届全国人大代表。
2017年，晋升中将军衔。

## 外部連結
| 中国人民解放军职务 | 中国人民解放军职务                          | 中国人民解放军职务 |
| ------------------ | ------------------------------------------- | ------------------ |
| 前任： 李晓峰      | 中央军委政法委员会书记 2017年1月—2019年12月 | 繼任： 王仁华      |
| 前任： 高遐明      | 中央军委法制局局长 2007年—2012年            | 繼任： 王黎红      |